# Poropuntius hampaloides
Poropuntius hampaloides és una espècie de peix cipriniforme de la família dels ciprínids que es troba a les conques dels rius Salween i Maeklong.